# Centris rupestris
Centris rupestris là một loài Hymenoptera trong họ Apidae. Loài này được Azevedo & Silveira mô tả khoa học năm 2005.